# Arirang TV
Arirang TV (кор. 아리랑 TV) — південнокорейський, міжнародний, цілодобовий, англомовний телеканал. Цільова аудиторія каналу це іноземці та етнічні корейці, кого цікавить культура та сьогодення Південної Кореї. Головним конкурентом каналу є KBS WORLD що належить найбільшій загальнонаціональній телерадіокомпанії Кореї — KBS.

## Історія

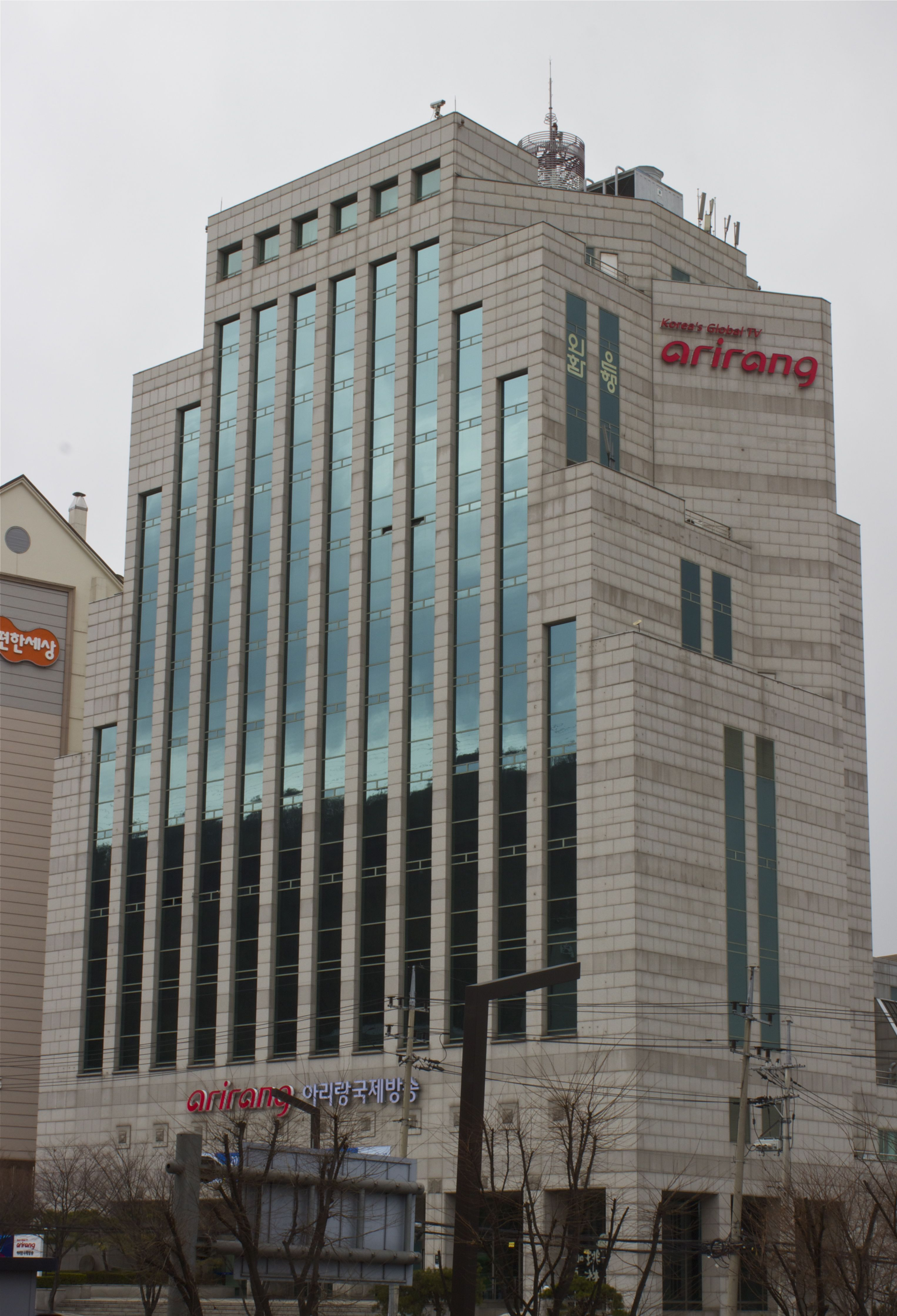
Штаб-квартира Аріран Тб у Сеулі

Аріран ТБ був заснований у 1996 році та розпочав мовлення з 3 лютого 1997 року. Власником канала стала некомерційна організація Korea International Broadcasting Foundation, фінансову підтримку каналу забезпечує Міністерство культури, спорту і туризму Республіки Корея.

## Ефір
В ефірі телеканалу випуски новин, культурні, освітні, документальні та розважальні програми. До літа 2014 року також транслювалися телевізійні серіали.

### Програми
- Pops in Seoul[en] — розповідає про новини K-pop індустрії. В різні часи ведучими були NS Yoon-G[en], Пиніель з BtoB[2], У Хє Лім[en] з Wonder Girls[3] та інші.
- Showbiz Korea[en] — розповідає про нові корейські фільми та телесеріали, також висвітлює життя популярних акторів.
- After School Club[en] — музичне шоу ведучими якого є молоді K-pop зірки.[4]
- Arirang News — випуски новин.
- Global Business Report
- Heart To Heart
- Simply K-Pop[en]

## Критика
Носії англійської мови що час від часу переглядали канал звинувачують його у частих помилках та некоректному перекладі корейських термінів на англійську мову. На своє виправдання керівництво каналу поскаржилося на нестачу кваліфікованих досвідчених редакторів, через недостатнє фінансування каналу.

## Зона покриття
Телеканал транслюється з різних супутників та входить до пакетів операторів супутникового та кабельного телебачення різних країн світу.

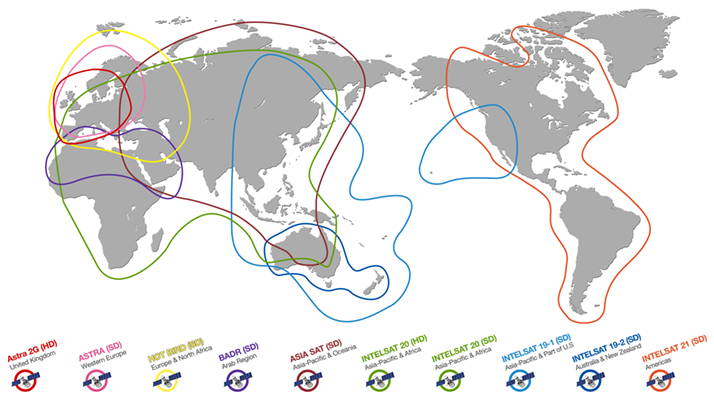
Зона покриття